# As I Am (chanson)
Cet article concerne la chanson de Dream Theater. Pour l'album d'Alicia Keys, voir As I Am.
Pour les articles homonymes, voir As I Am.
Singles de Dream Theater
Through Her Eyes
(2000) Constant Motion
(2007)
Pistes de Train of Thought
This Dying Soul
(2)
As I Am est la première chanson de l'album Train of Thought du groupe de metal progressif Dream Theater. La musique a été composée par John Myung, John Petrucci, Mike Portnoy et Jordan Rudess et les paroles ont été écrites par John Petrucci.

## Apparitions
1. Train of Thought (Album) (2003)
2. Live at Budokan (DVD Live) (2004)
3. Live at Budokan (Album Live) (2004)

## Faits Divers
- La chanson débute en continuant le lien formé par les albums de Dream Theater depuis l'arrivée de Jordan Rudess dans le groupe. On a droit au même accord de clavier qui apparaît après avoir disparu pour conclure la dernière chanson de l'album précédent.
- La piste fait usage du triton, un intervalle autrefois banni.
- Elle a été éditée en une version plus courte et distribuée aux stations de radio avant la sortie de l'album pour promouvoir commercialement le groupe.

## Personnel
- James LaBrie - chant
- John Myung - basse
- John Petrucci - guitare et chant
- Mike Portnoy - batterie et chant
- Jordan Rudess - claviers